# Oswald Urchs (Mediziner)
Oswald Urchs (Spitzname: „Gauleiter von Indien“, auch als Otto Urchs) (* 24. Dezember 1895 in Pilsen, Österreich-Ungarn) war ein deutscher Mediziner und aktiv in der NSDAP.

## Leben
Oswald Urchs wurde in Pilsen in Österreich-Ungarn geboren. Er studierte um 1919 in Prag und wurde aber später Deutscher. Seit seiner Studentenzeit war er Mitglied der Prager Universitäts-Sängerschaft Barden. Er arbeitete zunächst als Mediziner, u. a. von 1923 bis 1926 als Minenarzt in Guyana. Dort befasste er sich, wie auch später, mit dem Krankheitsbild der Malaria. 1926 hatte Urchs über die erfolgreiche Behandlung von Dysenterie mit Rivanolklysmen berichtet, welches später wissenschaftlich bestätigt wurde.
Ab 1927 war er für die IG Farben in Indien tätig und vertrieb ab 1931 als Mitarbeiter der niederländischen IG-Farben-Tochterfirma Havero Trading Company, welche auch andere Produkte des Konzerns anbot, das Malariamittel Atebrin. Die Havero Trading Company hatte in 16 indischen Städten Niederlassungen mit Vertrauensmännern der NSDAP. Im Juli 1932 war er Leiter des Landeskreises Britisch-Indien und Ceylon mit Sitz in Bombay, welcher Ende 1936 zur Landesgruppe erhoben wurde. Die Aufgabe bestand in der Betreuung der Deutschen nach dem Muster der NSDAP im Heimatland. Eine Einmischung in die Politik des Gastlandes war verboten. In dieser Funktion stand er mit Subhash Chandra Bose in Kontakt, welcher sich Ende 1938 über den deutschen Rassismus und die schlechte Presse in Indien bei Urchs beschwerte. Von 1936 bis 1939 wurde von der Landesgruppe die Zeitschrift Der Deutsche in Indien herausgegeben. Er war mit seiner Tätigkeit als regionaler Gruppenleiter Mitglied der Auslandsorganisation der NSDAP.
Während des Zweiten Weltkrieges war er in Indien interniert. Er führte ab Februar 1941 das Lager Deolali und zusätzlich ab September 1941 das Lager Premnagar von Dehradun. Dort lernte er u. a. Heinrich Harrer kennen.
Er war in den Ermittlungen gegen die IG-Farben involviert und wird in diesem Zuge als Geschäftsführer von Bayer angegeben. 1946 wird ihm vor dem US-Kongress attestiert, er sei „dismissed years ago on account of party-troubles“. Worauf sich diese Aussage bezog, kann nicht abschließend festgestellt werden.
Später lebte er als Tropenfacharzt in Bergisch Gladbach. Er war der Vater des Regisseurs Wolfgang Urchs.

## Werke (Auswahl)
- Unsere Stellung auf Prager Boden. in: Barden-Zeitung, 7/8, 1919, S. 17–19.
- Beitrag zur Kasuistik der Lymphogranulomatose, 1923.
- Beziehungen der Malaria zum Nervensystem. In: Archiv für Schiffs- und Tropen-Hygiene, Band 29, Teil 1, Barth, 1925, S. 283 ff.
- 3 Jahre Malariakontrolle in Holl. Guyana (1923–1926), In: Arbeiten über Tropenkrankheiten, 1927, S. 561 ff.
- The Composition of Plasmoquine (werblicher Text). In: The Indian medical gazette, 63(9), 1928, S. 551.
- The Formula of Atebrin (werblicher Text). In: The Indian medical gazette, 68(11), 1933, S. 661+662.[20]
- Die kulturellen Beziehungen zwischen Deutschland und Indien und die Rolle des Auslandsdeutschtums. In: Wir Deutsche in der Welt, Otto Stollberg, Berlin, 1938.
- Beobachtungen eines Lagerarztes über psycho-neurotische Reaktionen während einer über sieben Jahre dauernden Internierung in Britisch Indien, 1948.
- Seelische Reaktionen während einer Internierung, 1950. In: Studium Generale, S. 32–44
- Ein blutpositives Malaria-Spätrezidiv. In: Münchener Medizinische Wochenschrift, 95(45), 1954.
- Zur Frage der Spätschäden nach Kriegsmalaria. In: Münchener Medizinische Wochenschrift, 100(18), 1958.